# Leptocerus dicopennis
Leptocerus dicopennis là một loài Trichoptera trong họ Leptoceridae. Chúng phân bố ở miền Ấn Độ - Mã Lai.